# Eupithecia albicarnea
Eupithecia albicarnea là một loài bướm đêm trong họ Geometridae.